# Château de Saint-Hénis
Le château de Saint-Hénis est un château situé à Andigné, en Maine-et-Loire.

## Localisation
Le château est situé dans le département français de Maine-et-Loire, sur la commune d'Andigné.

## Historique
Durant le XIVe siècle, le château appartenait à la famille de Mathefelon. 

Armes de la famille de Mathefelon

 Il passe ensuite dans la famille d'Andigné, par le mariage, vers 1340, de Jeanne de Mathefelon à Olivier d'Andigné. 

Armes de la famille d'Andigné

 Le château portait alors le nom de Bois de la Cour, et ce jusqu'en 1622. Par le jeu des alliances successives et des héritages, il passe en 1713 à Pierre Ayrault, seigneur de Béligan, lieutenant criminel à Angers. La famille Ayrault, adopte le nom de Saint-Hénis et conserve la terre jusqu'à la mort de Pierre-Gustave Ayrault de Saint-Hénis en 1891. 

Armes de la famille Ayrault de Saint-Hénis

L'édifice est classé au titre des monuments historiques en 1998.